# Épidémie de choléra de Broad Street
L'épidémie de choléra de Broad Street est une épidémie de choléra qui est survenue en 1854 près de Broad Street (aujourd'hui Broadwick Street (en)) à Soho (Londres).  Il s'agit d'un épisode de la troisième pandémie de choléra, surtout connu pour les recherches de John Snow à son sujet et sa découverte de la transmission du choléra par l'eau contaminée. Cette découverte a amené des changements significatifs dans la santé publique par, notamment, la construction d'installations sanitaires améliorées.

## Contexte
Au milieu du XIXe siècle, le quartier Soho de Londres a de sérieux problèmes de salubrité avec l'augmentation massive de sa population et l'absence d'installations sanitaires appropriées (les égouts de Londres ne s'y rendent pas encore, il n'y a pas encore de distribution d'eau potable dans les habitations). Les résidents sont obligés de s'approvisionner à des pompes manuelles, localisées dans différentes rues. Avec la saturation des installations existantes, les dirigeants de la ville prirent la décision de jeter les ordures dans la Tamise. Cela contamina les réserves d'eau et provoqua l'épidémie de choléra.

## Épidémie
« La pire épidémie de choléra qui est jamais arrivée dans ce royaume. »

— John Snow
Le 31 août 1854, après l'éclosion d'épidémies ailleurs dans la ville, une épidémie majeure de choléra frappe le quartier de Soho.
Les trois jours suivants, 127 personnes habitant Broad Street (en) ou les environs meurent. Les semaines qui suivent, les trois quarts des habitants ont fui le quartier. Le 10 septembre, 500 personnes étaient mortes. En tout, l'épidémie a fait 616 morts.

## Recherches de John Snow

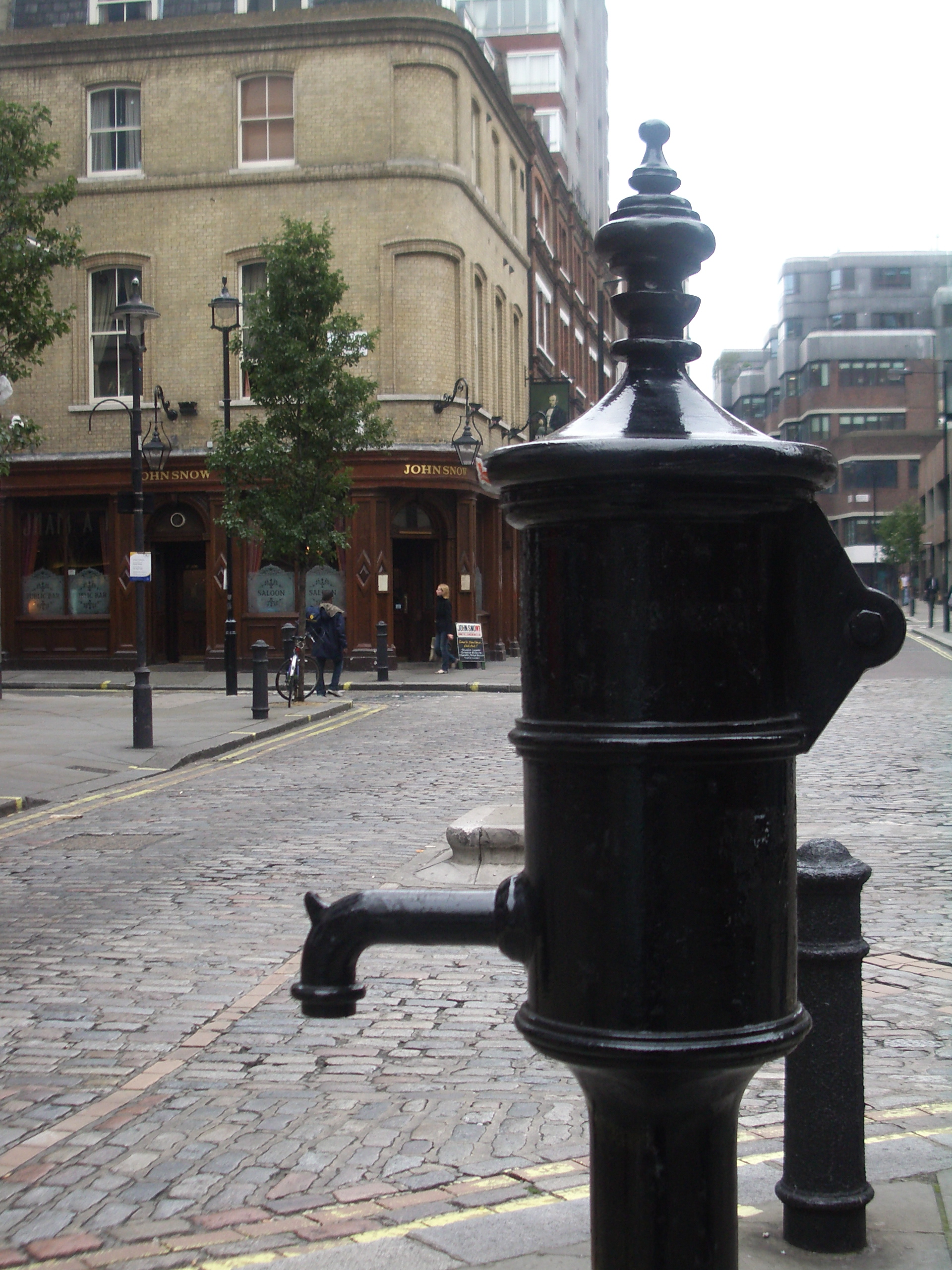
Vue de la ', montrant notamment le John Snow memorial.

John Snow était sceptique quant à la théorie des miasmes, alors dominante, selon laquelle des maladies telles le choléra et la peste noire se propagent par une forme de « mauvais air ». À l'époque, la théorie microbienne n'était pas bien établie. En 1849, il publie sa théorie sur la propagation de la maladie dans l'essai On the Mode of Communication of Cholera, où il défend l'hypothèse d'un poison transmissible par l'eau.  En 1855, une deuxième édition beaucoup plus fouillée est publiée, avec une étude statistique des différences de répartition géographiques des cas mortels, notamment le lien avec les réserves d'eau à Soho lors de l'épidémie de 1854.
En 1854, avec l'aide du révérend Henry Whitehead, il interroge des résidents du quartier, établit la répartition géographique des cas, et identifie la source de l'épidémie : une pompe d'eau publique dans Broad Street. Bien que les recherches chimiques et microbiennes de Snow aient été insuffisantes pour prouver le danger de la pompe, son étude de la propagation de l'épidémie a suffi à convaincre les autorités de fermer cette dernière en retirant la poignée, bien que l'épidémie ait déjà été en déclin à ce moment. Par la suite, son enquête l'amena à conclure que l'alimentation en eau du quartier était assurée par différentes compagnies et qu'une seule utilisait une eau contaminée.
La mortalité est plus importante chez les ménages qui consomment l'eau de la Southwark and Vauxhall Waterworks Company (en), qui puise son eau dans la Tamise en aval de Londres, que chez ceux qui consomment l'eau de la Lambeth Waterworks Company, qui puise son eau en amont de la ville.
Après la diminution de l'épidémie, les autorités replacèrent la poignée de la pompe. Le mystérieux « poison » ne semblait plus là, ce qui amena la communauté médicale à rejeter la théorie de Snow.  En 1866,  lors de la 3e conférence internationale sanitaire tenue à Constantinople, les experts concluent que c'est l'air et non l'eau qui est vecteur du choléra. Mais cet avis n'influencera pas les autorités nationales anglaises qui s'étaient déjà engagées, sans attendre, dans des programmes d'amélioration de qualité de l'eau.
Ce n'est qu'en 1883, environ 30 ans plus tard, que le médecin et microbiologiste allemand Robert Koch isole la bactérie Vibrio cholerae à partir des intestins de personnes mortes du choléra et l'identifie comme la cause de la maladie.  Les conditions de croissance de la bactérie (notamment de température) permettent d'expliquer la disparition du poison lors du replacement de la poignée de la pompe.
Si John Snow n'a pas découvert le germe causal du choléra, il a su montrer sa transmission hydrique. Son étude est l'évènement fondateur de l'épidémiologie, dont les méthodes peuvent s'appliquer à l'ensemble des maladies, et pas seulement infectieuses. La poignée de la pompe à eau est devenue le symbole de l'épidémiologie.